# Велосипедная цепь
Велосипедная цепь — металлическая роликовая приводная цепь, предназначенная для передачи крутящего момента с ведущей звездочки велосипеда на ведомую. Эффективность цепи может достигать 98 %. Цепь может также быть частью переключателя скоростей. В России характеристики цепей определяются стандартом ГОСТ 30442-97 (ISO 9633-92).
Как альтернатива цепи могут применяться:
- Прямая передача. Педали фиксируются непосредственно к втулке ведущего колеса, один оборот педалей соответствует одному обороту колеса. Такой вид передачи использовался на ранних моделях велосипедов, например пенни-фартинг, а также используется на детских трёхколесных велосипедах (трициклах) и одноколёсных моноциклах.
- Зубчатая передача. Крутящий момент передаётся посредством ряда зубчатых шестерней. Такой вид трансмиссии также использовался на ранних велосипедах.
- Вальная передача. Передача крутящего момента происходит через вращающийся вал.
- Ременная передача. Крутящий момент передаётся с помощью шевронного ремня. Преимущества: в отличие от цепи не пачкается, не требует смазки, более долговечен. Недостатки — может работать только с планетарными задними втулками, требуется рама c разъёмным задним дропаутом или пером (ремни неразъёмны).
- Гидравлическая передача. Передача крутящего момента от кареточного узла к колесу происходит через гидравлическую систему.
- Электрическая передача — пара генератор-двигатель (колесо-мотор).

## Типы велосипедных цепей

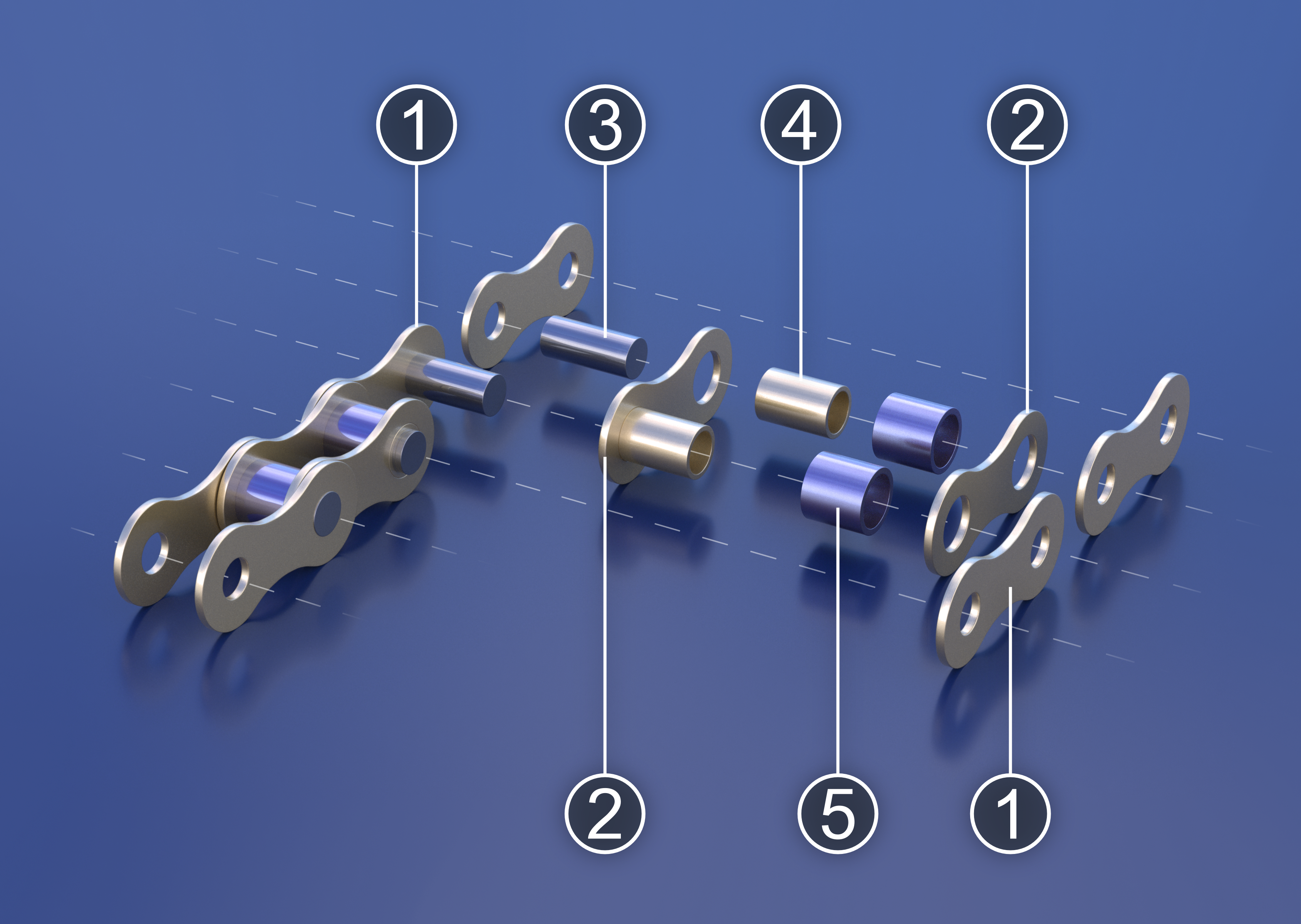
Конструкция цепи (цепь Галля)
1. Наружная пластина
2. Внутренняя пластина
3. Валик (пин)
4. Втулка
5. Ролик

- Односкоростная или с поддержкой переключения.
- Скоростная (7,8,9,10,11,12 скоростей)
- Облегчённая — с пустотелыми осями (пинами), с перфорацией в пластинах.
- Цепь с одним повторяющимся звеном — Half-link (англ. half — половина, link — звено).

## Типоразмеры цепи

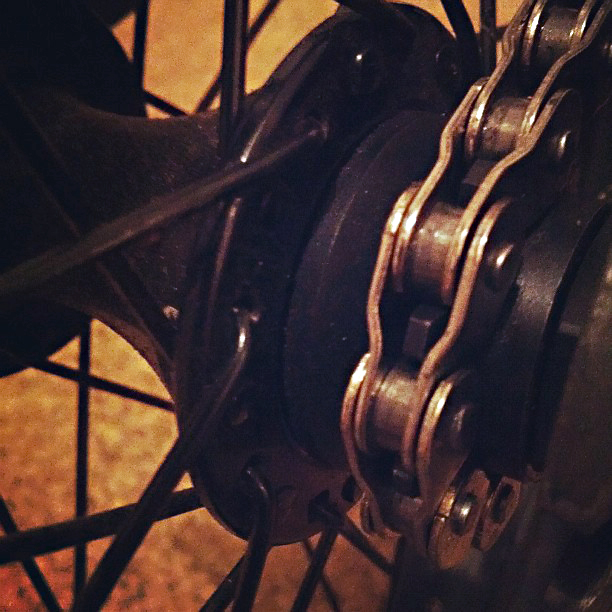
Цепь с одним периодическим звеном — Half-link (half — половина, link — звено)

Велосипедные цепи различаются шириной и расстоянием между осями (пинами), скрепляющими звенья цепи. Ширина цепи измеряется между внутренними плоскостями пластин. Внешняя ширина цепи тем меньше, чем больше звёзд в кассете и, в основном, варьируется между 7 и 5 миллиметрами:
- 6 - 8-скоростная — 7,3 мм (9⁄32 in) (Shimano HG), 7,1 мм (9⁄32 in) (SRAM, Shimano IG)
- 9-скоростная — 6,5 ... 7,0 мм (1⁄4 ... 9⁄32 in) (all brands)
- 10-скоростная — 6,0 ... 7,0 мм (1⁄4 ... 9⁄32 in) (Shimano, Campagnolo)
- 10-скоростная (Narrow) — 5,88 мм (7⁄32 in) (Campagnolo, KMC)
- 10-скоростная (Narrow, Direction) — 5,88 мм (7⁄32 in) (Shimano CN-5700, CN-6700, CN-7900)
- 11-скоростная — 5,5 ... 5,62 мм (7⁄32 to 7⁄32 in) (Campagnolo, KMC, Shimano CN-9000)
- 12-скоростная — 5,3 мм (13⁄64 in) (SRAM)

Внешняя ширина, как правило, не указывается в спецификации цепи, вместо этого пишут количество звёзд кассеты, на которое рассчитана цепь.
Шаг цепи, для современных моделей, практически не различается и составляет 1/2", или 12,7 мм. Однако на некоторых моделях велосипедов (обычно на детских, или складных взрослых) может быть установлена цепь с нетипичным шагом (например, 3/8"=9,525 мм).

## Технические характеристики
Боковой прогиб измеряется на 49 звеньях. Измерения проводят после прикладывания и снятия нагрузки величиной 3 Н. Максимальный допустимый изгиб для односкоростной цепи — 105 мм

## Обслуживание цепи

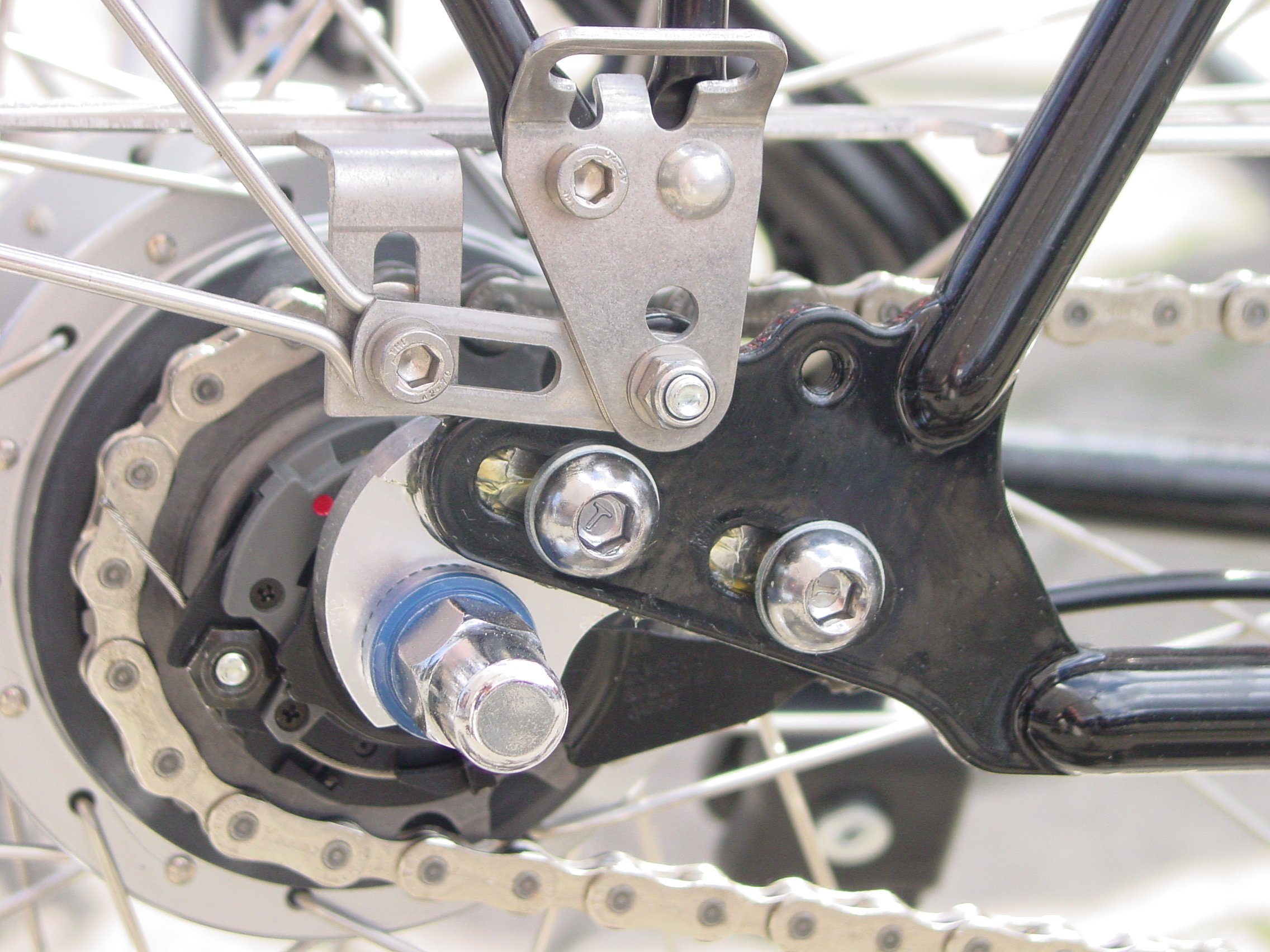
Цепь на велосипеде с планетарной втулкой

Цепь необходимо периодически промывать, смазывать, а каждые несколько тысяч километров — менять, так как  в процессе эксплуатации цепь стирается, диаметр звездочек уменьшается из-за износа. Показателем того, что цепь необходимо заменить, является её удлинение. Существует простой способ измерить износ цепи: измерить длину 24 звеньев в центрах осей. Если это значение равно 304,8 мм или 1 футу, то цепь считается не изношенной. Если её длина увеличилась на 3 — 4 мм, то цепь считается изношенной и подлежит замене.
Несмотря на распространённый миф, увеличение длины велосипедной цепи происходит не из-за того, что цепь растягивается, а из-за износа на пинах, которые соединяют между собой звенья цепи.